# Щербина Василь Іларіонович
Василь Іларіонович Щербина (25 лютого 1913, Коломійці — 5 травня 1994) — радянський офіцер, Герой Радянського Союзу, в роки німецько-радянської війни командир батальйону 235-го гвардійського стрілецького полку 81-ї гвардійської стрілецької дивізії 7-ї гвардійської армії Степового фронту, гвардії капітан.

## Біографія
Народився 25 лютого 1913 року в селі Коломійцях (тепер Покровського району Дніпропетровської області) в селянській родині. Українець. Член ВКП(б) з 1940 року. Закінчив неповну середню школу. Працював заступником голови сільради.
У 1935 році призваний до лав Червоної Армії. У 1938 році закінчив Владивостоцький військове піхотне училище. У боях німецько-радянської війни з листопада 1941 року. У 1942 році закінчив курси «Постріл». Воював на Степовому фронті.
У ніч на 26 вересня 1943 року  гвардії капітан В. І. Щербина на чолі свого підрозділу форсував Дніпро і захопив плацдарм у районі села Бородаївки Верхньодніпровського району Дніпропетровської області. Протягом дня батальйон відбив кілька контратак, завдав противникові значних втрат. Будучи поранений, В. І. Щербина залишався в строю до виконання поставленого завдання.
Указом Президії Верховної Ради СРСР від 22 лютого 1944 року за мужність і героїзм, проявлені при форсуванні Дніпра і утриманні плацдарму гвардії капітану Василю Іларіоновичу Щербині присвоєно звання Героя Радянського Союзу з врученням ордена Леніна і медалі «Золота Зірка» (№ 3686).

Могила Василя Щербини

Після закінчення війни продовжив службу в Армії. У 1948 році закінчив Військову академію імені М. В. Фрунзе, у 1957 році — вищі академічні курси при цій академії. Був там викладачем, з 1972 року генерал-майор В. І. Щербина — в запасі. Жив у Києві. Помер 5 травня 1994 року. Похований у Києві на Лісовому кладовищі.

## Нагороди
Нагороджений орденом Леніна, орденом Червоного Прапора, двома орденами Вітчизняної війни 1-го ступеня, двома орденами Червоної Зірки, медалями.